# Utrivalva
Utrivalva is een geslacht van vlinders van de familie bladrollers (Tortricidae).

## Soorten
- U. melitocrossa (Meyrick, 1926)
- U. usurpata Razowski, 1987